# Fritz Szepan
Friedrich "Fritz" Szepan Sinh (2 tháng 9 năm 1907 – 14 tháng 12 năm 1974) là một cầu thủ bóng đá người Đức gốc Ba Lan trong giai đoạn Thế chiến II.Ông đã dành toàn bộ sự nghiệp của mình với Schalke 04, nơi ông đã giành được sáu chức vô địch quốc gia đức .Người hâm mộ đã bình chọn Schalker Jahrhundertelf là "Đội bóng của thế kỷ" và Szepan được chọn là tiền vệ.Từ năm 1929 đến năm 1938, Szepan đã chơi cho đội tuyển quốc gia Đức với tư cách là đội trưởng trong 30 trận đấu và trong hai kỳ World Cup.
Là một tiền vệ có Kinh nghiệm dày dặn và sự linh hoạt của Szepan cho phép người có thể chơi vị trí trung vệ và tiền đạo. 

## Sự Nghiệp
Fritz Szepan sinh năm 1907 tại thị trấn công nghiệp Gelsenkirchen, trong một gia đình từ Đông Phổ đến Gelsenkirchen .